# Чемпіонат світу з кросу 1980
Чемпіонат світу з кросу 1980 був проведений 9 березня в Парижі. Траса змагань була прокладена на іподромі «Лоншан».
Місце кожної країни у командному заліку серед дорослих чоловічих команд визначалося сумою місць, які посіли перші шестеро спортсменів цієї країни. При визначенні місць дорослих жіночих та юніорських чоловічих команд брались до уваги перші чотири результати відповідно.

## Чоловіки
| Першість | Золото                                                                                               | Золото                                  | Срібло | Срібло                              | Бронза | Бронза                        |
| -------- | --- | --------------------------------------- | --- | ----------------------------------- | --- | ----------------------------- |
| Особиста | Крейг Верджін США                                                                                    | 37.01                                   | Ганс-Юрген Ортманн ФРН | 37.02                               | Нік Роуз Англія | 37.05                         |
| Командна | АнгліяНік Роуз Берні Форд Баррі Сміт Стів Кеньйон Нік Ліз Грем Так Г'ю Джонс Ніколас Брон Баррі Найт | 100 очок3 10 14 17 19 37 (40) (64) (92) | СШАКрейг Верджін Ден Діллон Кен Мартін Стів Пласенсія Дон Клері Марк Андерсон Дункан Мак-Дональд Джон Сінклер Гай Арбогаст | 1631 12 23 36 43 48 (104) (116) DNF | БельгіяЛеон Схотс Карел Лісмонт Алекс Гагелстенс Едді де Пау Франк Грілларт Рогер де Вогель Йоган Гейнарт Роберт Лісмонт Віллі Полланіс | 1754 11 21 38 44 57 (107) DNF |

| Першість | Золото                                                                              | Золото               | Срібло                                                                             | Срібло                | Бронза                                                                                           | Бронза                 |
| -------- | ----------------------------------------------------------------------------------- | -------------------- | ---------------------------------------------------------------------------------- | --------------------- | ------------------------------------------------------------------------------------------------ | ---------------------- |
| Особиста | Хорхе Гарсія Іспанія                                                                | 22.17                | Валерій Грязнов СРСР                                                               | 22.23                 | Ед Айстоун США                                                                                   | 22.27                  |
| Командна | СРСРВалерій Грязнов Сергій Кисельов Ільдар Денікеєв Володимир Мішин Дмитро Дітлашок | 50 очок2 6 7 35 (52) | СШАЕд Айстоун Том Даунс Вільям Грем Еріс Саппенфілд Деніел Капріольйо Фаррон Філдс | 753 5 11 56 (82) (88) | ІспаніяХорхе Гарсія Хосе Фернандес Мігель Рубіо Хуліо Мануель Перес Педро Гарін Франсіско Ернета | 791 20 24 34 (51) (61) |

## Жінки
| Першість | Золото                                                                                             | Золото                   | Срібло                                                                                 | Срібло                | Бронза                                                                        | Бронза                 |
| -------- | -------------------------------------------------------------------------------------------------- | ------------------------ | -------------------------------------------------------------------------------------- | --------------------- | ----------------------------------------------------------------------------- | ---------------------- |
| Особиста | Грете Вайтц Норвегія                                                                               | 15.05                    | Ірина Бондарчук СРСР                                                                   | 15.49                 | Олена Чернишова СРСР                                                          | 15.52                  |
| Командна | СРСРІрина Бондарчук Олена Чернишова Гіана Романова Світлана Ульмасова Раїса Смехнова Тетяна Сичова | 15 очок2 3 4 6 (11) (45) | АнгліяПенні Форс Кет Біннс Сандра Артертон Рут Сміт Реджіна Джойс-Бонні Анджела Мейсон | 497 9 14 19 (30) (80) | СШАДжен Меррілл Маргарет Грос Джулі Ші Бренда Вебб Джоан Бенуа Еллісон Гудолл | 495 10 13 21 (26) (35) |

## Медальний залік
| Місце               | Країна              | Золото | Срібло | Бронза | Загалом |
| ------------------- | ------------------- | ------ | ------ | ------ | ------- |
| 1                   | СРСР                | 2      | 2      | 1      | 5       |
| 2                   | США                 | 1      | 2      | 2      | 5       |
| 3                   | Англія              | 1      | 1      | 1      | 3       |
| 4                   | Іспанія             | 1      | 0      | 1      | 2       |
| 5                   | Норвегія            | 1      | 0      | 0      | 1       |
| 6                   | ФРН                 | 0      | 1      | 0      | 1       |
| 7                   | Бельгія             | 0      | 0      | 1      | 1       |
| Загалом (7 збірних) | Загалом (7 збірних) | 6      | 6      | 6      | 18      |

## Українці на чемпіонаті
Рівненчанин Дмитро Дітлашок був 52-м на фініші юніорського забігу, а у командному заліку за підсумками юніорського забігу в складі збірної СРСР здобув золоту медаль.